# Radunia

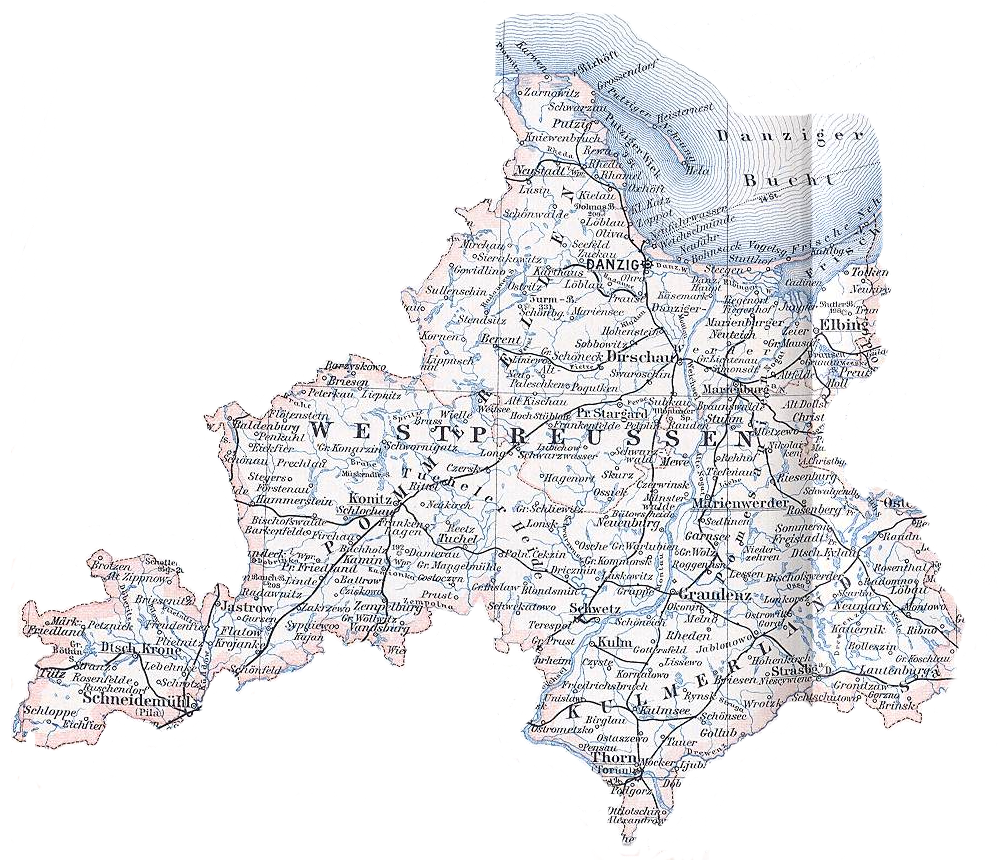
Radaune về phía Tây của Danzig

Sông Radunia (tiếng Đức: Radaune) là một con sông nhỏ ở Kashubia (Pomerelia), chảy ra từ hồ và đổ thác xuống Motława (Mottlau) ở Gdańsk (Danzig).
Một phần nước được truyền vào thành phố qua con kênh Radunia dài 13,5 km  (Kanal Raduni (pl) / Radaunekanal (de)) hay New Radaune,  một con kênh được xây dựng vào thế kỷ 14 bởi các hiệp sĩ Teutonic, để cung cấp nước và năng lượng để vận hành Great Mill (Große Mühle).
Nguồn của nó là Jezioro Stężyckie (Stendsitzer See) gần Stężyca (Stendsitz). Tại Krępiec (Krampitz), Radunia gia nhập Motława, một nhánh của Vistula (Weichsel) ở Gdańsk. Chiều dài là 103,2 km, diện tích 837 km², với chênh lệch chiều cao là 162 m. Địa điểm dọc sông là Zukowo (Zuckau) và Pruszcz Gdanski (Praust), với 22.000 cư dân.
Từ 1910 đến 1937, tám trạm thủy điện đã được xây dựng, cung cấp tổng số 14 MW.

## Văn chương

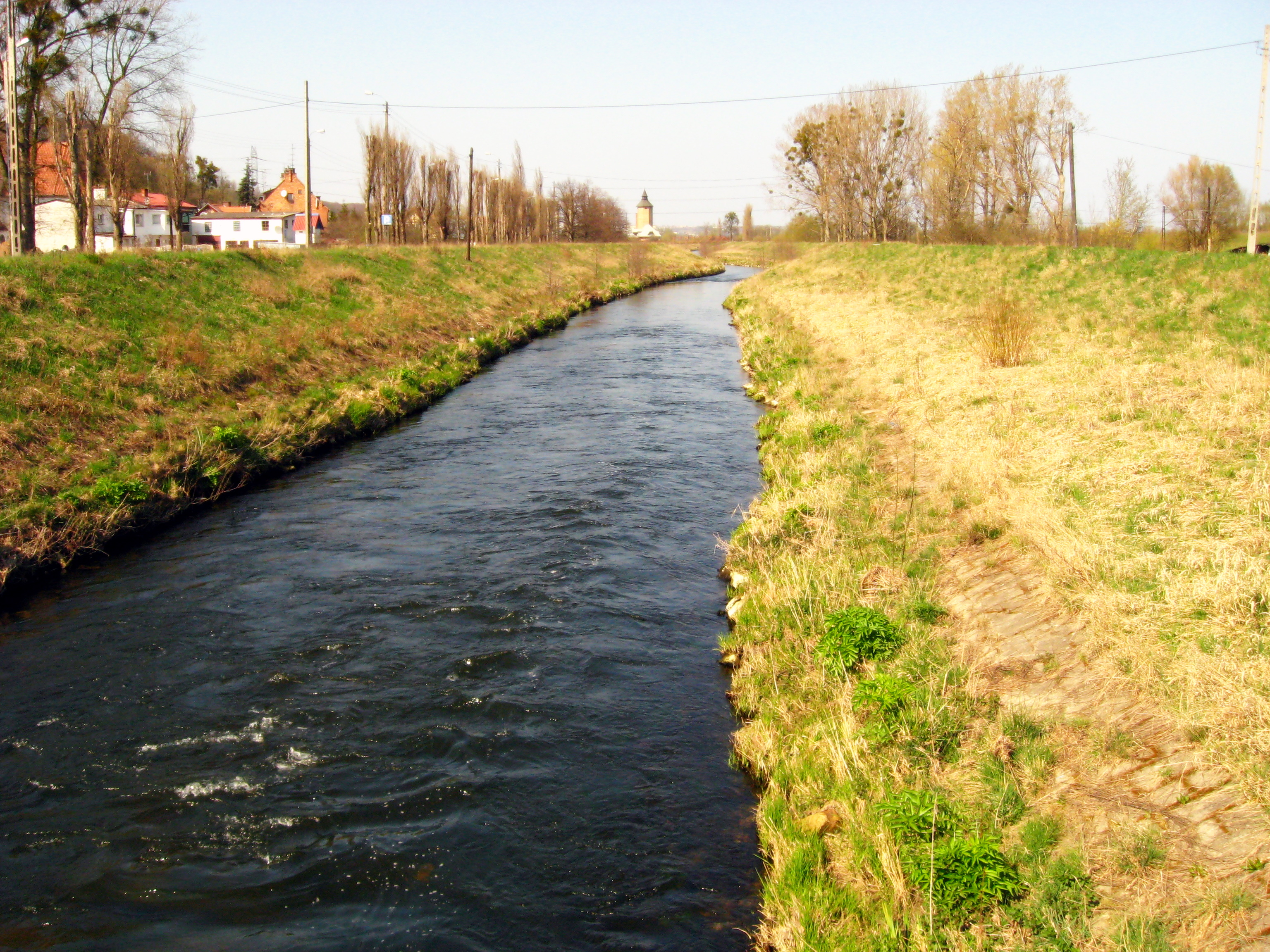
Radunia ở Gdańsk

- Wilhelm Brauer, Prußische Siedlungen westlich der Weichsel: Versuch einer etymologischen Deutung heimatlicher Flurnamen, J.-G.-Herder-Bibliothek Siegerland, Siegen 1983
- Karl Pernin, Wanderungen durch die sogen: Kassubei und die Tuchler Haide als Beiträge zur Landeskenntniss gewidmet seinen westpreussischen Landsleuten, den Turnern und allen Freunden der Natur, Verlag und Druck von A. W. Kafemann, Danzig 1886